# Església de Sant Esteve de Guialbes
L'església parroquial de Sant Esteve de Guialbes està situat al poble del mateix nom (Sant Esteve de Guialbes) del municipi de Vilademuls, damunt d'un petit pujol anomenat antigament Puig Blanquer.

## Història
El lloc apareix documentat des del segle xi (1051) fins a data força avançada, amb el nom de «Ecclesias albas»; fins al segle xiii no es troba la grafia «Guialbis». S'esmenta aquesta església dins el conjunt de capelles i esglésies que l'any 1058, la comtessa Ermessenda restituí a Berenguer, bisbe de Girona. Hi ha un document de 1062 de l'arxiu de can Lleial que fa referència a la venda d'una peça de terra «...in comitatu Ierundense infra terminos scilicet Villa Octaviano, qui vocant Ecclesia Albes, vel in Fenals». El nom de Villa Octavianos, que només apareix en aquest text ha fet pensar en l'existència d'una vil·la romana anterior. L'any 1064, el cabiscol Ponç de la seu de Girona llegà en testament uns béns situats a Sant Esteve d'«Ecclesias albas». L'església veïna de Santa Maria de les Olives depengué d'aquesta parròquia fins al 1197 en què s'hi fundà un priorat agustinià. Sant Esteve figura en les «Rationes decimarum» (el registre de delmes recollits per les autoritats eclesiàstiques) del 1279 i el 1280 i en les relacions diocesanes de l'any 1362 i posteriors. Durant els segles XV i XVI el temple es va remodelar. L'any 1960 s'hi feren obres de reparació i l'interior del temple fou repicat.

## Arquitectura
L'església és de planta rectangular, sense cap diferenciació entre la nau i la capçalera. Coberta a un sol nivell per una volta apuntada que arrenca de l'extrem superior dels murs laterals sense cornisa. L'entrada, situada a la façana meridional, té una porta d'arc de mig punt fet amb dovelles grans i llargues, ben polides. L'única finestra antiga és també al mur de migdia. És de doble esqueixada, de vessants molt oberts i arcs de mig punt. L'edifici ha estat repicat a l'interior i això permet observar que la volta és construïda a base de filades regulars de petits carreus estrets i llargs, sense gaire escaire ni poliment, lligats amb morter abundant. La construcció és feta amb pedres de mida mitjana i petita, escairades sense gaire cura i poc polides. S'afileren amb força regularitat; les filades són més uniformes i amb menys rebles a l'aparell de la cara externa dels murs. La seva marcada simplicitat estructural s'integra dins d'un grup d'edificis de caràcter popular i rural de caràcter semblant que van sorgir a la darreria del romànic; el tret més destacat és la manca dels absis semicirculars, substituïts per un simple mur pla o carrat. La construcció d'aquests edificis aniria des de la segona meitat del segle xii, tot el segle xiii i un moment final difícil de precisar ja dins del gòtic.
L'església presenta diverses reformes i afegitons. S'observa al damunt de la primitiva construcció una paret que pràcticament ha doblat l'alçària original, crea un terrabastall i al mateix temps conserva elements de fortificació, amb doble pis d'espitlleres, en perfecte estat sobretot al costat nord. Sota mateix de la teulada actual, hi ha unes obertures molt considerables que degueren formar part d'una obra emmerletada. Aquesta obra defensiva es degué construir en època baix-medieval o renaixentista. Hi ha dues sagristies. La del nord és datada l'any 1738 a la llinda, a la llinda de la porta. Al costat de migdia s'afegiren dues capelles, una de les quals és datada el 1746.A l'exterior hi ha una terrassa que crea un pòrtic cobert davant la porta d'entrada. El campanar és una torre de planta quadrada, bona part de la qual es pot considerar romànica. L'estructura antiga es manté fins a uns 10 metres d'alçària; al damunt fou construït un pis molt més modern que té una obertura d'arc a cada costat i un coronament de merlets decoratius dels segles XVII i xviii. Probablement aquesta torre és una mica més antiga que l'església, potser de cap la fi del segle xii o la primera meitat del xiii. En un carreu a l'exterior del mur de llevant del campanar hi ha una creu llatina incisa de traç força profund.